# 华南杜英
华南杜英（学名：Elaeocarpus austrosinicus），为杜英科杜英属下的一个植物种。